# Панкратьевский переулок
Панкра́тьевский переу́лок — переулок в Красносельском районе Центрального административного округа города Москвы. Проходит от улицы Сретенка до Большой Сухаревской площади. Нумерация домов ведётся от Сретенки.

## Происхождение названия
Название дано в XVIII веке по находившейся в этой местности церкви священномученика Панкратия (известна с 1791 года, уничтожена в 1929 году). По этой же церкви лежащая в северо-восточной части Земляного города Новая Сретенская слобода носила название Панкратьевской слободы.

## История
В XVII веке в Панкратьевской слободе жили торговцы и ремесленники разных профессий. В 1653 году здесь насчитывалось 168 дворов.
История Панкратьевского переулка неразрывно связана с историей Сретенки. «Переулок — центровой для торговли и покупки старинных и редкостных и художественных вещей, так как почти вся правая его сторона состояла из лавочек, где шла торговля вышеуказанными вещами», — так писал о Панкратьевском известный коллекционер Алексей Бахрушин в книге «Кто что собирает». Также сохранилось высказывание букиниста Астапова: «Близ Сухаревой существует Панкратьевский переулок, где с давних пор производится торговля разнообразнейшими предметами, от ломаной мебели, ржавых подсвечников до книг включительно. Здесь все можно приобрести как для удовлетворения необходимости, так и для прихоти, к взаимному удовольствию продавца и покупателя».

## Примечательные здания и сооружения
По нечётной стороне строений не сохранилось.

По чётной стороне:
- № 2 —
- № 4 —
- № 12/12 — Доходный дом М. Н. Миансаровой — Гутмана (1908—1911, 1913, архитектор С. К. Родионов)

## Галерея

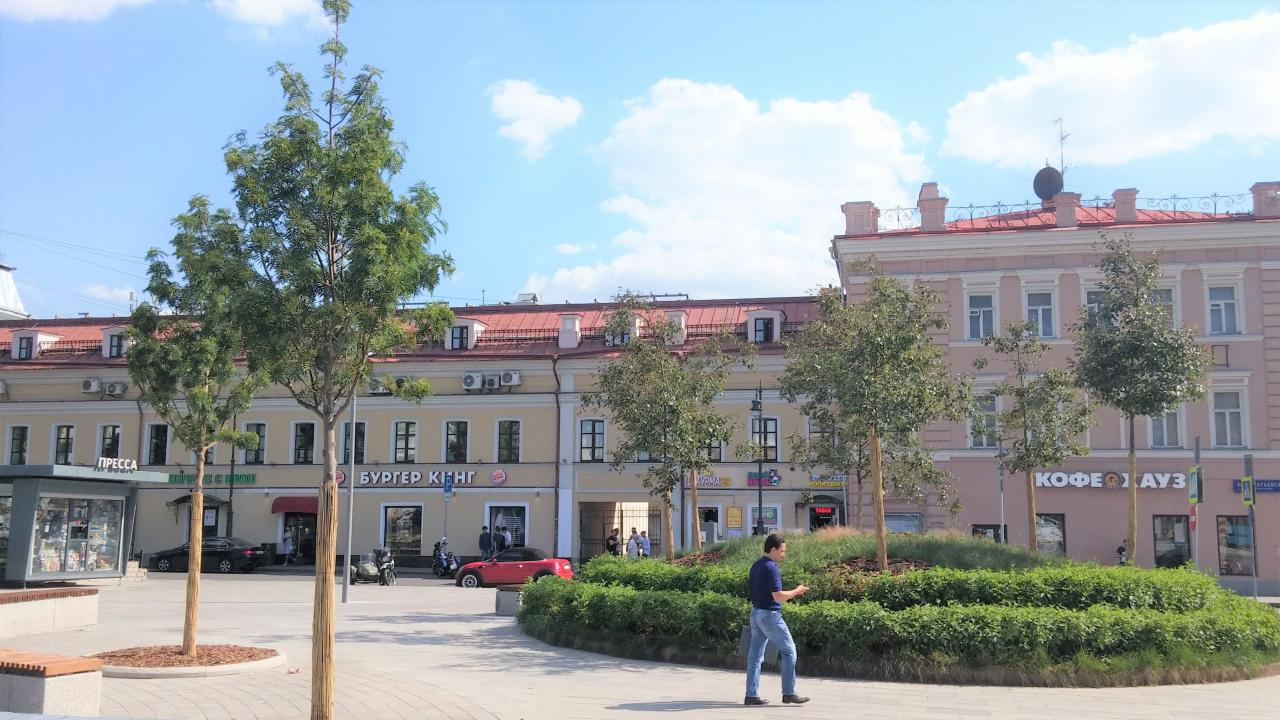
Панкратьевский переулок №2
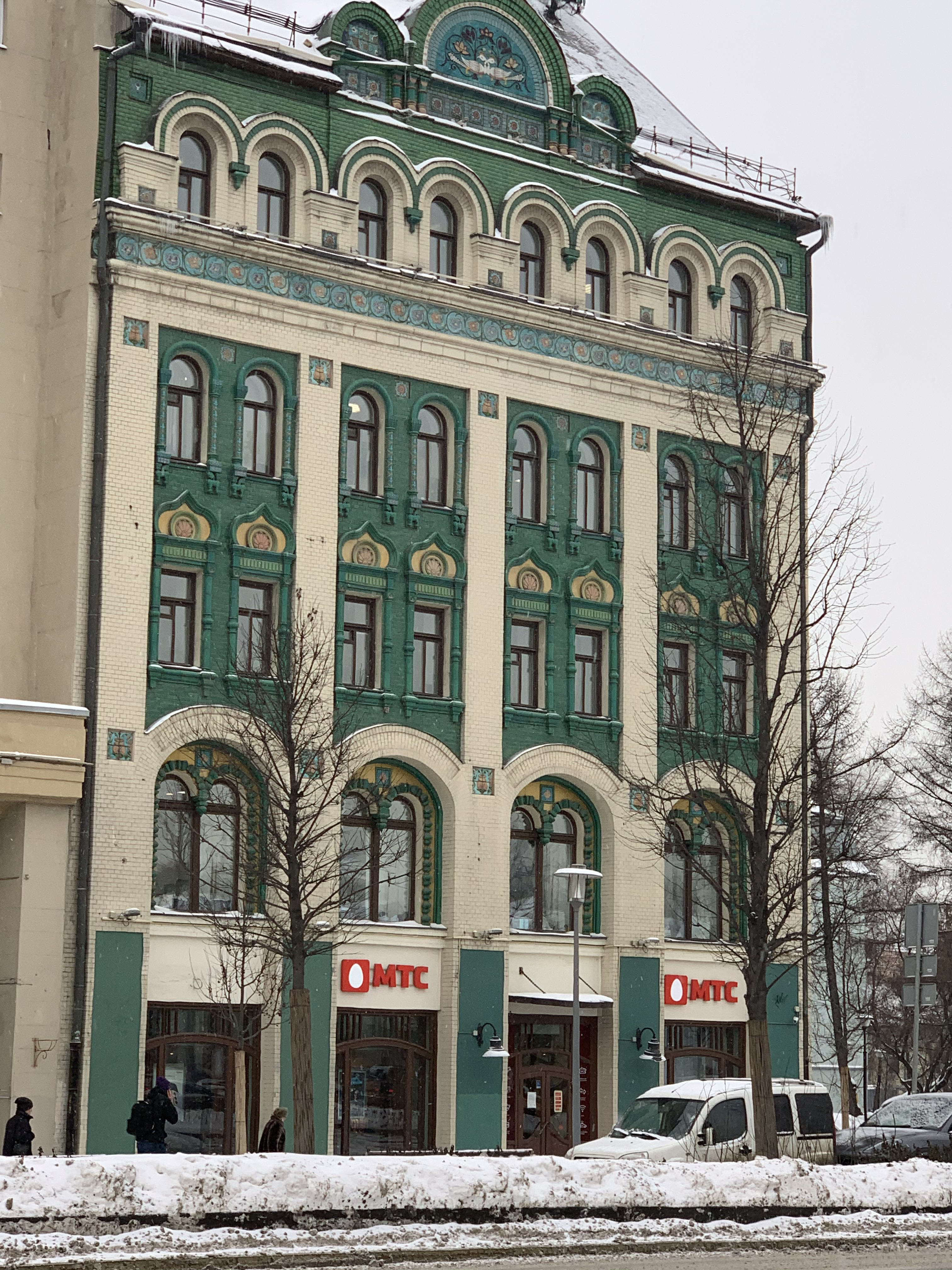
Панкратьевский переулок №12. Доходный дом М. Н. Миансаровой — Гутмана
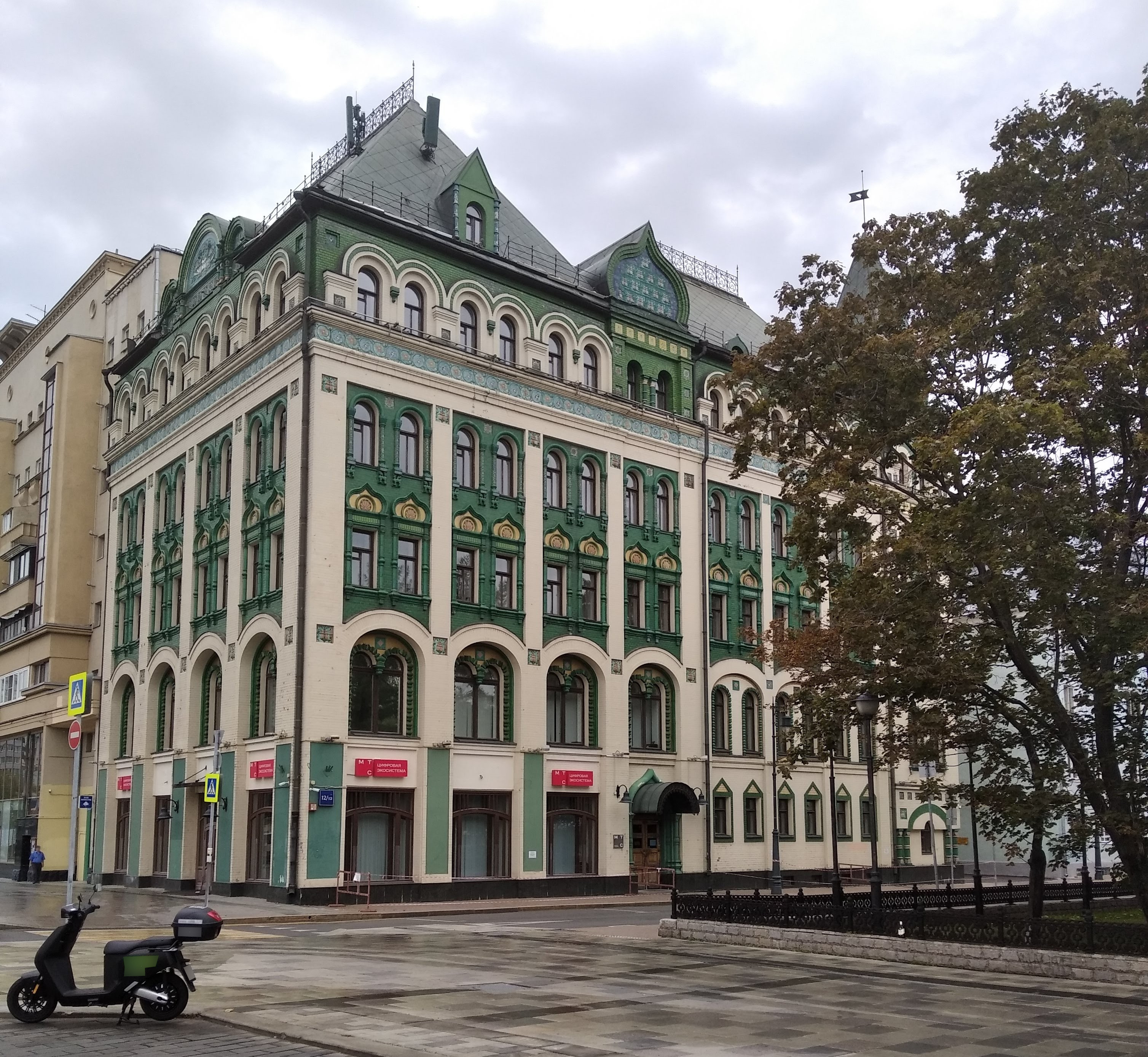
Дом № 12/12 (фото — 2024)